# Menhir de la Riveraie
Le menhir de la Riveraie est un menhir situé à Saint-Père-en-Retz, dans le département de la Loire-Atlantique.

## Historique
Le menhir est inscrit au titre des monuments historiques en 1984.

## Description
C'est un bloc de grès de 3 m de hauteur, 2,50 m de largeur à la base et d'une épaisseur d'environ 0,80 m. Il comporte sur une face une dépression circulaire de 12 cm de diamètre.
Selon Pitre de Lisle, il existait encore à la fin du XIXe siècle un second menhir à peu de distance du premier qui mesurait 2,80 m de hauteur, 1,50 m de largeur et 0,60 m d'épaisseur,. « Il est plat, très uni à la surface et de forme anguleuse ; vers le sommet on aperçoit une cavité irrégulière. ». Un troisième menhir, situé à l'ouest du premier, fut abattu et brisé.